# 테레즈 드 리지외

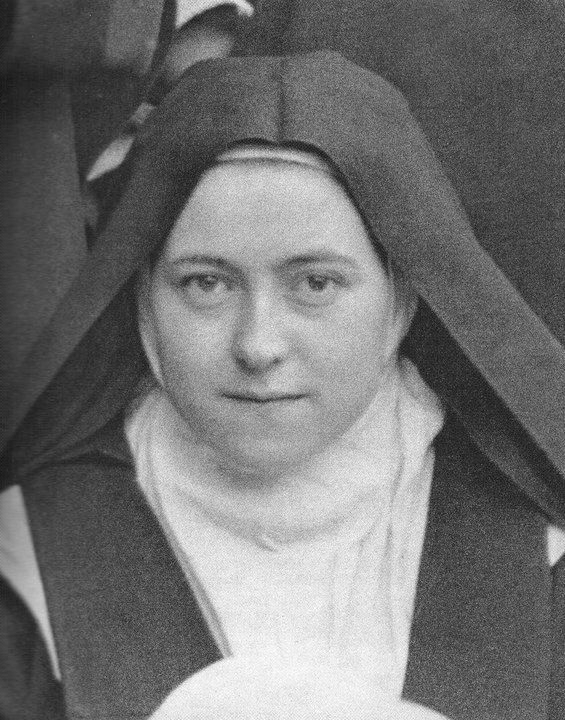
리지외의 테레스

성자 테레즈 드 리지외(프랑스어: sainte Thérèse de Lisieux, 라틴어: Sancta Teresia Lexoviensis 산타 테레시아 렉소비엔시스[*], 1873년 1월 2일 ~ 1897년 9월 30일)는 프랑스 맨발의 카르멜회 수녀로, 오늘날 널리 존경받는 사람들 가운데 하나이다. 본명은 마리 프랑수아즈 테레스 마르탱(Marie Françoise-Thérèse Martin). 예수의 작은 꽃, 단순히 작은 꽃(소화, 小花)이라고도 불린다.

## 생애
테레스는 1873년 1월 2일 프랑스 알랑송 루 세인트 블레이즈(Rue Saint-Blaise)에서 태어났다. 4살 때 어머니를 여의고, 가르멜회 수녀가 되기로 마음먹는다. 14세 때 가르멜회 입회를 바랐지만, 나이를 이유로 허락되지 않았다.
1889년 4월 가르멜회에 입회하여 "아기예수의 데레사"라는 이름을 받는다.
1894년 7월 28일 아버지 루이가 사망하였다. 테레스는 1897년 9월 30일, 결핵으로 24세의 나이로 사망하였다.